# أليخاندرو مانويل سنيبالدي كاسترو
أليخاندرو مانويل سنيبالدي كاسترو (بالإسبانية: Alejandro Manuel Sinibaldi Castro)‏ (1825 - 1896) كان رئيس غواتيمالا من 2 أبريل 1885 إلى 5 أبريل 1885.